# میرا (داستان)
میرا (عنوان فرانسوی: Mortelle) داستانِ بلندی است از کریستوفر فرانک نویسندهٔ فرانسوی، که لیلی گلستان آن را به فارسی برگردانده است. این کتاب یک پادآرمان‌شهر را به تصویر می‌کشد و افرادِ انگشت‌شماری که سعی می‌کنند مقاومت کنند. میرا را می‌توان داستانی علمی تخیلی دانست ولی در عین حال داستانی سوررئالیستی نیز به‌شمار می‌رود. داستانِ میرا در جامعه‌ای رخ می‌دهد که در آن ارزش‌ها، ضدارزش شده‌اند. در این جامعه همه باید به هم لبخند بزنند و اگر کسی از این کار طفره برود او را جرّاحی می‌کنند. سپس نقابی بر چهره‌اش می‌گذارند که قابلِ برداشتن نیست و بعد از مدّتی جذبِ صورتش می‌شود و به همان حالت می‌ماند. در این جامعه زوج وجود ندارد، یعنی مفهومِ زوجیّت معنا ندارد و همه به‌صورت گروهی به تفریح می‌روند. جامعه بر فرد مقدّم است و حقوقِ دیگر انسان‌ها محترم‌تر. 
داستان میرا و جامه‌ای که در آن جریان دارد، مفهومِ «برابری» و «عدالت» را به‌شیوه‌ای غیرعادلانه و دست‌کاری شده ارائه می‌کند. سیستم حاکم نیز سیستمی کاملاً توتالیتر است. چیزی که جالب است این است که همهٔ مردم چه اصلاح شدگان (آن‌ها که دارایِ نقاب هستند) و چه سایرین، باید برای هم داستان‌هایِ بامزه تعریف کنند و دیگران را بخندانند. اما کسانی که داستان‌هایِ غم‌انگیز تعریف کنند فوراً برای اصلاح و عمل فرستاده می‌شوند.
در این بین هم رابطهٔ عاشقانه بینِ شخصیتِ اصلیِ داستان و معشوقش به‌شکلی استادانه روایت می‌شود. و در سراسر داستان مونولوگ‌ و پرسش‌هایی وجود دارد که هر ذهنی را با زیستن در هرجامعه‌ای به چالش می‌کشد و به تفکر وا می‌دارد.
نکتهٔ مهم: زمانی که این داستان در آن رخ می‌دهد مشخص نیست، امّا جغرافیای آن به‌خوبی ترسیم شده‌است: یک دشتِ بیکران که سراسر آن با قیر پوشانده شده‌ است و روزهایی که هوا گرم است ابرِ سیاهی سطح آن را می‌پوشاند. خانه‌هایِ داستان تماماً دیوارهایِ شیشه‌ای دارند و سرتاسرِ شهر با چراغ‌هایی روشن شده‌ است چراکه بدی در تاریکی خفته‌ است.